# Naylor Road (Metro de Washington)
Naylor Road es una estación en la línea Verde del Metro de Washington, administrada por la Autoridad de Tránsito del Área Metropolitana de Washington. La estación se encuentra localizada en 3101 Branch Avenue en Temple Hills, Maryland. La estación Naylor Road fue inaugurada el 13 de enero de 2001.

## Descripción
La estación Naylor Road cuenta con 1 plataforma central. La estación también cuenta con 1.368 de espacios de aparcamiento.

## Conexiones
La estación cuenta con las siguientes conexiones de autobuses del Metrobus: 

 MD, F4, H11, H12, H13 
C12, C14, 34 y 36